# Уоррен, Роши
Роши Уоррен (англ. Rau'shee Warren (13 февраля 1987, Цинциннати, Огайо, США) — американский боксёр-профессионал, выступающий в легчайшей (англ. Bantamweight, до 53,5 кг) весовой категории. Участник Олимпийских игр (2004, 2008, 2012), чемпион мира (2007), бронзовый призёр чемпионатов мира (2005, 2011) в любителях. Супер-чемпион мира по версии WBA (2016—2017) и чемпион мира по версии IBO (2016—2017).

## Любительская карьера
В 2005 году Уоррен стал бронзовым призёром в весе до 51 кг чемпионата мира по боксу проходившем в Мяньяне (КНР).
Летом 2004 года участвовал в Олимпийских игр в Афинах (Греция) в весовой категории до 48 кг и занял лишь 17 место.
В 2007 году стал чемпион мира в весе до 51 кг на чемпионате проходившем в Чикаго (США).
Летом 2008 года участвовал в Олимпийских игр в Пекине (Китай) в весе до 51 кг и вновь занял 17 место.
В 2011 году вновь стал бронзовым призёром в весе до 52 кг чемпионата мира в Баку (Азербайджан).
Летом 2012 года участвовал в Олимпийских игр в Лондон (Великобритания) в весе до 52 кг и зянял 9 место.

## Профессиональная карьера
Профессиональную карьеру боксёра Уоррен начал в ноябре 2012 год победив единогласным решением судей соотечественника Луиса Ривера (1-2).
2 августа 2015 года Уоррен раздельным решением судей проиграл чемпиону мира доминиканцу Хуану Карлосу Пайано (16-0), который защитил свой титул супер-чемпиона мира по версии WBA и завоевал вакантный титул чемпиона мира по версии IBO.
18 июня 2016 года Роши Уоррен в бою-реванше с Хуаном Карлосом Пайано решением большинства судей одержал победу, нанеся противнику первое поражение в карьере, и завоевав титулы чемпиона мира по версиям WBA Super и IBO.
10 февраля 2017 года Уоррен встретился в бою с казахстанским боксёром Жанатом Жакияновым (26-1), владеющим временным титулом чемпиона мира по версии WBA. В 1-м раунде Уоррен дважды отправил Жакиянова в нокдаун, но тот сумел взять поединок под свой контроль и по итогам Жакиянов выиграл бой решением большинства судей (счёт: 110—116, 111—115, 115—111), а Уоррен потерял титулы чемпиона мира по версиям WBA Super и IBO.

## Статистика профессиональных боёв
В таблице перечислены результаты всех поединков боксёров.
В каждой строке указан результат поединка. Дополнительно номер поединка обозначен цветом, который обозначает итог поединка. Расшифровка обозначений и цветов представлена в нижеследующей таблице.
| Пример | Расшифровка                     |
| ------ | ------------------------------- |
|        | Победа                          |
|        | Ничья                           |
|        | Поражение                       |
|        | Планируемый поединок            |
|        | Поединок признан несостоявшимся |
| КО     | Нокаут                          |
| ТКО    | Технический нокаут              |
| PTS    | Решение судей (по очкам)        |
| UD     | Единогласное решение судей      |
| MD     | Решение большинства судей       |
| SD     | Раздельное решение судей        |
| RTD    | Отказ от продолжения боя        |
| DQ     | Дисквалификация                 |
| NC     | Поединок признан несостоявшимся |

| 22 поединка, 18 побед (4 нокаутом), 3 поражения, 1 несостоявшийся. | 22 поединка, 18 побед (4 нокаутом), 3 поражения, 1 несостоявшийся. | 22 поединка, 18 побед (4 нокаутом), 3 поражения, 1 несостоявшийся. | 22 поединка, 18 побед (4 нокаутом), 3 поражения, 1 несостоявшийся. | 22 поединка, 18 побед (4 нокаутом), 3 поражения, 1 несостоявшийся. | 22 поединка, 18 побед (4 нокаутом), 3 поражения, 1 несостоявшийся. | 22 поединка, 18 побед (4 нокаутом), 3 поражения, 1 несостоявшийся.                                                              | 22 поединка, 18 побед (4 нокаутом), 3 поражения, 1 несостоявшийся. |
| Бой                                                                | Рекорд                                                             | Дата                                                               | Соперник                                                           | Место боя                                                          | Раундов                                                            | Дополнительно |                                                                    |
| ------------------------------------------------------------------ | ------------------------------------------------------------------ | ------------------------------------------------------------------ | ------------------------------------------------------------------ | ------------------------------------------------------------------ | ------------------------------------------------------------------ | --- | ------------------------------------------------------------------ |
| 22                                                                 | 18-3-0-1                                                           | 20 февраля 2021                                                    | Шарон Картер (12-3)                                                | Мохеган-сан, Анкасвилл, Коннектикут, США                           | UD 10 (10)                                                         | Счёт: 97-93, 98-92 (дважды). |                                                                    |
| 21                                                                 | 17-3-0-1                                                           | 15 февраля 2020                                                    | Жилберто Мендоса (15-7-3)                                          | Бриджстоун-арена, Нашвилл, Теннесси, США                           | UD 10 (10)                                                         | Счёт: 100-90, 99-91 (дважды).                                                                                                   |                                                                    |
| 20                                                                 | 16-3-0-1                                                           | 19 января 2019                                                     | Нордин Убаали (14-0)                                               | MGM Grand, Лас-Вегас, Невада, США                                  | UD 12 (12)                                                         | Счёт: 112-116, 113-115, 111-117. Бой за вакантный титул чемпиона мира по версии WBC в легчайшем весе.                           |                                                                    |
| 19                                                                 | 16-2-0-1                                                           | 21 апреля 2018                                                     | Хуан Габриэль Медина (10-2)                                        | Барклайс-центр, Бруклин, Нью-Йорк, США                             | UD 8 (8)                                                           | Счёт: 80-72 (трижды). |                                                                    |
| 18                                                                 | 15-2-0-1                                                           | 29 июля 2017                                                       | Макджо Арройо (17-1)                                               | Барклайс-центр, Бруклин, Нью-Йорк, США                             | UD 12 (12)                                                         | Счёт: 118-110, 117-111 (дважды).                                                                                                |                                                                    |
| 17                                                                 | 14-2-0-1                                                           | 10 февраля 2017                                                    | Жанат Жакиянов (26-1)                                              | Толидо, Огайо, США                                                 | SD 12 (12)                                                         | Счёт: 110-116, 111-115, 115-111. Потерял титулы чемпиона мира по версиям WBA Super и IBO в легчайшем весе (1-я защита Уоррена). |                                                                    |
| 16                                                                 | 14-1-0-1                                                           | 18 июня 2016                                                       | Хуан Карлос Пайано (2) (17-0)                                      | Чикаго, Иллинойс, США                                              | MD 12 (12)                                                         | Счёт: 114-114, 115-113 (дважды). Завоевал титулы чемпиона мира по версиям WBA Super и IBO в легчайшем весе.                     |                                                                    |
| 15                                                                 | 13-1-0-1                                                           | 2 августа 2015                                                     | Хуан Карлос Пайано (16-0)                                          | Уинтер-Парк, Флорида, США                                          | SD 12 (12)                                                         | Счёт: 115-109, 111-113 (дважды). Бой за титулы чемпиона мира по версиям WBA Super и IBO в легчайшем весе.                       |                                                                    |
| 14                                                                 | 13-0-0-1                                                           | 6 марта 2015                                                       | Хавьер Гальо (21-10-1)                                             | MGM Grand, Лас-Вегас, Невада, США                                  | TKO 1 (12), 0:52                                                   | |                                                                    |